# Beaujeu (Alpes-de-Haute-Provence)
Beaujeu település Franciaországban, Alpes-de-Haute-Provence megyében. Lakosainak száma 122 fő (2022. január 1.). Beaujeu La Javie, Prads-Haute-Bléone, Verdaches és Le Vernet községekkel határos.

## Népesség
A település népességének változása:
| Lakosok száma | 92   | 109  | 152  | 152  | 147  | 137  | 130  | 128  | 125  | 122  |
|               | 1968 | 1982 | 1999 | 2006 | 2011 | 2015 | 2017 | 2018 | 2020 | 2022 |